# SLO DAB+ R4
| MOŽNA KRŠITEV AVTORSKIH PRAVIC |
| Besedilo, ki je bilo objavljeno tukaj, domnevno krši avtorske pravice naslednjega oz. naslednjih virov: https://digitalniradio.si/slisnost/omrezje-r4/ Stran je na seznamu avtorskopravno spornega gradiva. Prosimo, da je do nadaljnjega ne urejate. Če želite napisati nov članek, sledite povezavi na začasno podstran. Vedite, da preprosto predrugačenje avtorsko zavarovanega besedila ne zadostuje za izognitev kršitvam avtorskih pravic — članek je najbolje napisati na novo. Ko bo stanje avtorskih pravic jasno, bo vaš novi članek na svoje mesto prestavil kateri izmed administratorjev. |
| 1. Prosimo, da do nadaljnjega strani ne urejate. 2. Če ste imetnik avtorskih pravic do gradiva vi sami ali imate dovoljenje za njegovo uporabo v skladu z določili naše licence, vas prosimo, da to navedete na pogovorni strani te strani in pri navedku članka na strani Wikipedija:Težave z avtorskimi pravicami. 3. Ne poskušajte spornega gradiva objaviti znova, saj ga bomo odstranili. Članek bomo obnovili, če bomo ugotovili, da ima Wikipedija dovoljenje za objavo ali da je zgornji vir le kopija prejšnje vsebine članka (morda gre za zrcalo Wikipedije). 4. Če želite članek urejati, ga na novo napišite na začasni podstrani in nas na pogovorni strani te strani seznanite s tem. 5. Če stanje avtorskih pravic ne bo jasno v enem tednu, bo članek izbrisan. Če je kdo napisal nov članek, ga bomo nadomestili z njim. |
| - Objava avtorsko zavarovanega gradiva brez izrecnega dovoljenja imetnika avtorskih pravic je kršitev zakonov avtorskega prava in pravil Wikipedije. Uporabnikom, ki avtorsko gradivo objavljajo znova in znova, bomo nadaljnje urejanje morda prisiljeni preprečiti. Vedite pa, da tudi če gre tokrat resnično za kršitev avtorskih pravic, vse vaše izvirne prispevke še vedno sprejmemo z veseljem. - Prvotna objava je še vedno dostopna prek zgodovine strani. |
| Če ste stran kot mogočo kršitev avtorskih pravic pravkar označili vi sami, dodajte na dno strani Wikipedija:Težave z avtorskimi pravicami naslednjo vrstico: * {subst:članek-cv\|SLO DAB+ R4} iz [https://digitalniradio.si/slisnost/omrezje-r4/]. ~~~~ Na pogovorno stran uporabnika, ki je objavil skopirano vsebino, pa: {subst:prepisovanje\|pg=SLO DAB+ R4\|vir=https://digitalniradio.si/slisnost/omrezje-r4/ }. ~~~~ |

Četrto slovensko DAB+ digitalno radijsko omrežje, poimenovano Multipleks “R4”, se gradi skupaj z omrežjem R5. Delovalo bo na frekvenci 174,928 MHz (kanal 5A)* in bo dosegljivo po celi Sloveniji (enofrekvenčno nacionalno omrežje), podobno kot omrežje R1.
* Do sklenitve dokončnega dogovora z vsemi drugimi državami v regiji glede razdelitve radijskih frekvenc za omrežja DAB+, za posamezne oddajne točke lahko uporabilo tudi druge kanale. Kot je razvidno iz razpisne dokumentacije bi ob zahodni meji pri R4 začeli oddajati z blokom 6C, pri R5 pa z blokom 6D.
Izbrani ponudnik RTV Slovenija bo moral z obratovanjem omrežja R4 pričeti v 199 dneh od vročitve odločbe (izdane 1.8.2024), torej enkrat po 16.2.2025.
Izbrani ponudnik bo imel 540 dni časa, da vzpostavi oddajanje vsaj na oddajnih točkah POHORJE, PLEŠIVEC, KUM, TRDINOV VRH, BOČ, KRIM, KRVAVEC, LJUBLJANA 3, NANOS, KUK, TINJAN, SKALNICA, BELI KRIŽ, IDRIJA 1, KRANJSKA GORA, MALIČ LAŠKO, VOGEL, SLAVNIK in TOLMIN – največja efektivna izsevana moč pa je lahko do 3 dB manjša (polovica) od dovoljene..
Več informacij sledi.

## DrugaDAB+ omrežja v Sloveniji
- SLO DAB+ R1
- SLO DAB+ R2
- SLO DAB+ R3
- SLO DAB+ R5

## Druge povezave
- Seznam slovenskih radijskih postaj